# J-9 (航空機)
 J-9（殲撃九型、Jian-9、歼-9）
J-9VI-II案の想像図
- 用途：戦闘機
- 分類：迎撃機
- 製造者：成都飛機工業公司
- 運用状況：計画中止

J-9（殲撃九型、Jian-9、歼-9）は、成都飛機工業公司が開発した中華人民共和国の戦闘機。1980年に計画中止となった。

## 概要

### 後継機開発
中国空軍は朝鮮戦争以来ソ連軍機のライセンス生産機を使用してきたが、中ソ対立によって独自に航空機を開発しなければならなくなった。瀋陽飛機工業公司はMiG-21国産型J-7の量産を行う一方で後継機の開発にも乗り出すが、1967年の初飛行を目標としたため、J-7を基に改良する事になり双発型をJ-8、単発型をJ-9と呼称した。しかし早期実用化が可能なJ-8の開発が優先され本格的に計画が開始されたのは1965年からであった。

### 計画の推移
J-9は開発の途中、5度の要求変更、3度の開発中断があり開発は困難を極めた。1966年、5つの設計案のうち尾翼デルタVI型と無尾翼デルタのV型の2案が採用されたが高高度迎撃機、長距離制空戦闘機の両立という要求に応じられず開発は中断された。翌年にはVI型の開発が再開されたが、三線建設計画により開発チームを成都に移転することとなり、2度目の開発中断となってしまう。1970年、開発チームは成都に到着し、成都飛機工業公司に編入され開発を再開した。その折、中国空軍がJ-8の初飛行によって計画見直しがなされ速度向上、航続距離延伸等の要求を行ったが、現状のエンジンでは達成不可能として航続距離の延伸は見送られた。しかしそれでも搭載する910発動機(WP-9)の開発遅延によりエンジンのめどが立たず、3度目の開発中断となった。1974年にようやく910発動機の開発の目処がたち、更に性能要求も910発動機で実現しうるものに修正され、政府も4億元の開発経費に同意したため開発が再開された。再検討の結果機体の形状はVI型にカナードを設けたビゲンのような機体となった。

### 終焉
設計は1978年に初飛行が可能な域まで達していたが、910発動機に再び問題が発生し、また開発チームがJ-7IIIの開発に転用されたため開発は停止された。折しも、文化大革命以降非常に多数の計画を抱えていた中国は、各種計画を再検討し、実用化が望めない計画は整理縮小することとなり、J-9も対象になり1980年に正式に開発中止を告示された。

## 計画値(J-9VI-II)
- 全長:18m
- 重量:13,000kg
- 最大速度:マッハ2.3
- エンジン:WS-6アフターバーナー付きターボファン(推力7,270kg) 1基
- 航続距離:2,000km
- 実用上昇限度:21,000m
- 上昇力：13,200m/min
- 乗員:1名